# 鳩ヶ谷本町
鳩ヶ谷本町（はとがやほんちょう）は、埼玉県川口市の町名。現行行政地名は鳩ヶ谷本町一丁目から鳩ヶ谷本町四丁目。住居表示実施地区。郵便番号は334-0002。

## 地理
埼玉県川口市の中央部に位置し、鳩ヶ谷地区（旧鳩ヶ谷市）にあたる。

### 地価
住宅地の地価は2013年（平成25年）7月1日に公表された埼玉県の地価調査によれば、鳩ヶ谷本町二丁目5-8の地点で16万6000円/m2となっている。

## 歴史
宿場町ではその宿場が所在していた町に「本町」の名が付けられることが多く、鳩ヶ谷本町もその一例である。歴史的にみると、現在の川口市立鳩ヶ谷小学校や埼玉りそな銀行鳩ヶ谷支店付近の鳩ヶ谷本町一丁目が鳩ヶ谷発祥の地として江戸時代から鳩ヶ谷宿の中心となっていた。現在も明治時代や大正時代に建設された古い建物が残存し、当時の面影を残している。川口市役所鳩ヶ谷庁舎（旧鳩ヶ谷市役所）は旧鳩ヶ谷町域に該当する鳩ヶ谷本町ではなく旧北平柳村域に該当する三ツ和に所在しているが、1990年代までは旧鳩ヶ谷市役所は現在の鳩ヶ谷本町一丁目に所在していた。
- 1967年 (昭和42年）6月1日 - 住居表示の実施により、大字鳩ケ谷の一部、大字里の一部から本町一丁目〜四丁目が発足[6]。
- 2011年（平成23年）10月11日 - 鳩ヶ谷市が川口市に編入され、川口市の町名となる。同時に川口市にも本町という地名があるため、鳩ヶ谷本町一丁目〜四丁目に改称。

## 世帯数と人口
2018年（平成30年）3月1日現在の世帯数と人口は以下の通りである。
| 丁目             | 世帯数    | 人口    |
| ---------------- | --------- | ------- |
| 鳩ヶ谷本町一丁目 | 831世帯   | 1,827人 |
| 鳩ヶ谷本町二丁目 | 564世帯   | 1,160人 |
| 鳩ヶ谷本町三丁目 | 1,170世帯 | 2,651人 |
| 鳩ヶ谷本町四丁目 | 805世帯   | 1,922人 |
| 計               | 3,370世帯 | 7,560人 |

## 小・中学校の学区
市立小・中学校に通う場合、学区（校区）は以下の通りとなる。
| 丁目             | 番地 | 小学校               | 中学校               |
| ---------------- | ---- | -------------------- | -------------------- |
| 鳩ヶ谷本町一丁目 | 全域 | 川口市立鳩ヶ谷小学校 | 川口市立鳩ヶ谷中学校 |
| 鳩ヶ谷本町二丁目 | 全域 | 川口市立鳩ヶ谷小学校 | 川口市立鳩ヶ谷中学校 |
| 鳩ヶ谷本町三丁目 | 全域 | 川口市立鳩ヶ谷小学校 | 川口市立鳩ヶ谷中学校 |
| 鳩ヶ谷本町四丁目 | 全域 | 川口市立鳩ヶ谷小学校 | 川口市立鳩ヶ谷中学校 |

## 交通
公共交通機関
- 埼玉高速鉄道線鳩ヶ谷駅 - 鳩ヶ谷本町は鳩ヶ谷駅の東口にあたる（所在地：川口市大字里）
- 国際興業バス（歩行者天国の際は一部路線は国道122号に迂回して運行する）
- 川口市コミュニティバス（運行委託：国際興業バス）

### 道路
- 埼玉県道105号さいたま鳩ヶ谷線
- 埼玉県道111号蕨桜町線
- 埼玉県道328号金明町鳩ヶ谷線

## 施設
1丁目
- 川口市立鳩ヶ谷小学校
- 川口市立鳩ヶ谷武道場
- 埼玉りそな銀行鳩ヶ谷支店
- はとがや保育園
- 鳩ケ谷氷川神社
- 鳩ヶ谷本町一丁目公園
- 御成坂公園
- 本町ふれあい広場

2丁目
- 川口市立文化財センター分館 郷土資料館
- 鳩ヶ谷本町郵便局
- 青木信用金庫 鳩ヶ谷支店

3丁目
- 正光寺保育園 鳩ヶ谷園
- 鳩ヶ谷本町3丁目子供の遊び場

4丁目
- 川口市立鳩ヶ谷中学校
- 鳩ヶ谷本町4丁目子供の遊び場